# Hans Brandner (Musiker)
Hans Brandner ist ein deutscher Pianist und Musikwissenschaftler. Er veröffentlichte Fachbücher und Aufsätze zur Klavier- und Musikpädagogik, bevor er sich mehr dem Stummfilm zuwandte. Er leitet seit 2019 das Babylon Orchester Berlin und arrangierte und komponierte Musik zu Stummfilmklassikern.

## Musikpädagogische Arbeiten
In der Musikpädagogik beschäftigte sich Hans Brandner mit dem Zusammenhang von Musik und Bewegung, insbesondere dem Werk des Musikforschers und -pädagogen Alexander Truslit (1889–1971). In seiner historischen und künstlerischen Forschung widmete er sich der Biographie und Methode Truslits. Dieser entwickelte Übungen für eine ganzheitliche Grunddisposition des Musizierens, wobei ausdrucksvolle musikalische Phrasierungen als Bewegungen erlebt und didaktisch auch graphisch dargestellt werden. Hans Brandner prägte für diesen Ansatz den Begriff der Körpermusikalität. Zusammen mit Michael Haverkamp veröffentlichte er Truslits Hauptwerk und erstmalig seinen Studienfilm "Musik und Bewegung". Alexander Truslits Werk hatte großen Einfluss auf die internationale Performanceforschung.

## Arbeiten zum Stummfilm
Hans Brandner arrangierte Stummfilmpartituren für verschiedene Besetzungen. Er beschäftigte sich mit der Geschichte der Stummfilmvertonung und wirkte an der Wiederveröffentlichung des Buches "Allgemeines Handbuch der Film-Musik" (1927) von Hans Erdmann und Giuseppe Becce mit. 2019 gründete er das Babylon Orchester Berlin, das er seitdem leitet und in dem er als Pianist spielt. Es ist das erste regelmäßig spielende Stummfilmorchester in einem Kino seit dem Ende der Stummfilmära.
Stummfilmarrangements
- Metropolis (1927), Rekonstruktion und Arrangement der Originalmusik von Gottfried Hupperts (zusammen mit Ben Palmer)
- Anders als die Andern (1919), Neuvertonung auf der Grundlage von P.I. Tschaikowski
- Die Bergkatze (1922), Neukomposition
- Das Cabinet des Dr. Caligari (1920), Neuvertonung auf der Grundlage der Originalmusik von Giuseppe Becce (zusammen mit Marcelo Falcão)
- Panzerkreuzer Potemkin (1925), Einrichtung der Fassung von Helmut Imig für Salonorchester
- Fräulein Else (1929), Neuvertonung (zusammen mit Marcelo Falcão)
- Berlin – Die Sinfonie der Großstadt (1927), Arrangements der Originalmusik von Edmund Meisel für Klavier solo und Salonorchester
- Nosferatu – Eine Sinfonie des Grauens (1921), Arrangement und Rekonstruktion der Originalmusik von Hans Erdmann für Klavier solo, Salon- und großes Orchester (zusammen mit Marcelo Falcão)

## Veröffentlichungen

### Aufsätze und Bücher
- On the status quo of Alexander Truslit's tutorial of musical movement, in: Jahrbuch der Deutschen Gesellschaft für Musikpsychologie 2018, Vol. 28.
- Alexander Truslits Bewegungsspuren, in: Karoß, Sabine; Schroedter, Stephanie (Hg.): Klänge in Bewegung, Bielefeld 2017, S. 85–94.
- Erlebte Urbewegung. Der Musikpädagoge Alexander Truslit und sein Studienfilm MUSIK UND BEWEGUNG (1942), in: Filmblatt 21. Jg., Nr. 60, Herbst 2016. S. 66–72.
- Truslit, Alexander: Gestaltung und Bewegung in der Musik, Reprint der originalen Ausgaben von 1938 herausgegeben von Hans Brandner und Michael Haverkamp, Augsburg 2015.
- Linie, Bewegung, Spannung – Die Musikpädagogik von Alexander Truslit, in: EPTA: Vom Klang zur Schrift – von der Schrift zum Klang, Düsseldorf 2014, S. 240–244.
- Bewegungslinien der Musik, 2. Aufl. Augsburg 2016.

### Veröffentlichte Partituren
- Berlin – Die Sinfonie der Großstadt (1927) von Edmund Meisel für Klavier solo und Salonorchester, Verlag Ries & Erler.
- Nosferatu – Eine Sinfonie des Grauens (1921) basierend auf der Originalmusik von Hans Erdmann für Klavier solo, Salon- und großes Orchester, Verlag Ries & Erler.
- Anders als die Andern (1919), Neuvertonung für kleines Orchester (2021), Verlag Ries & Erler.
- Panzerkreuzer Potemkin (1925), von Edmund Meisel für Salonorchester, Verlag Ries & Erler.